# Miriam Welte
Miriam Welte, född 9 december 1986 i Kaiserslautern, Tyskland, är en tysk cyklist som tog OS-guld i lagsprinten tillsammans med Kristina Vogel vid de olympiska cyklingstävlingarna 2012 i London. 